# Pternopetalum gracillimum
Pternopetalum gracillimum là một loài thực vật có hoa trong họ Hoa tán. Loài này được (H. Wolff) Hand.-Mazz. miêu tả khoa học đầu tiên năm 1933.